# Trupanea paupercula
Trupanea paupercula är en tvåvingeart som först beskrevs av Erich Martin Hering 1940.  Trupanea paupercula ingår i släktet Trupanea och familjen borrflugor.
Artens utbredningsområde är Costa Rica. Inga underarter finns listade i Catalogue of Life.